# ZX Spectrum
L'Spectrum va ser un microordinador creat per Sir Clive Sinclair basat en el processador Z80 de Zilog, amb una memòria ROM de 16 KiB i una memòria d'accés aleatori (RAM) de 16 o 48 KiB, teclat de goma i intèrpret de BASIC incorporat. Va ser una evolució del ZX81 al qual s'incorporava color i major capacitat d'emmagatzematge.
Va aparèixer al mercat dels ordinadors personals a 1982 al Regne Unit per part de Sinclair Research Ltd. Conegut com a Speccy pels seus fans, el ZX Spectrum va representar el primer ordinador domèstic que va tenir una important acollida arreu d'Europa, molt semblant al que va succeir amb el Commodore 64 (C64) als Estats Units; el C64 va ser el màxim competidor del ZX Spectrum al mercat europeu.

## Models

### Sinclair Research
Varen existir 4 versions del ZX Spectrum fabricades per Sinclair Research Ltd:
- ZX Spectrum 16 KiB : Tenia el teclat de goma i 16 KiB de RAM
- ZX Spectrum 48 KiB : Tenia el teclat de goma i 48 KiB de RAM
- ZX Spectrum +: Tenia un teclat pseudomecànic i 48 KiB de RAM
- ZX Spectrum 128 : Tenia el teclat del Spectrum +, 128 KiB de RAM i xip de so.

| ZX Spectrum 16/48 K | Parts                                                                                                | Especificacions       |
| ------------------- | --- | --------------------- |
|                     | UCP                                                                                                  | Zilog Z80A a 3,54 MHz |
| RAM                 | 16-48 KiB (màx.)                                                                                     |                       |
| ROM                 | 16 KiB                                                                                               |                       |
| Teclat              | Goma                                                                                                 |                       |
| Monitor             | televisor; mode text: 32×24 caràcters; mode gràfic: 256×192 píxels, 8 colors (amb dos tons cadascun) |                       |
| So                  | 1 canal, 5 octaves                                                                                   |                       |
| Ports               | 1 ranura d'expansió                                                                                  |                       |
| Emmagatzematge      | Magnetòfon de casset (1200 bauds); ZX Microdrive (±85 KiB)                                           |                       |
|                     | |                       |
| ZX Spectrum+        | Parts                                                                                                | Especificacions       |
|                     | UCP                                                                                                  | Zilog Z80A a 3,54 MHz |
| RAM                 | 16-48 KiB (màx.)                                                                                     |                       |
| ROM                 | 16 KiB                                                                                               |                       |
| Teclat              | Teclat pseudomecànic                                                                                 |                       |
| Monitor             | televisor; mode text: 32×24 caràcters; mode gràfic: 256×192 pìxels                                   |                       |
| So                  | 1 canal, 5 octaves                                                                                   |                       |
| Ports               | 1 ranura d'expansió                                                                                  |                       |
| Emmagatzematge      | Magnetòfon de casset; ZX Microdrive (±85 KiB)                                                        |                       |
|                     | |                       |
| ZX Spectrum 128K    | Parts                                                                                                | Especificacions       |
|                     | UCP                                                                                                  | Zilog Z80A a 3,54 MHz |
| RAM                 | 128 KiB (màx.)                                                                                       |                       |
| ROM                 | 32 KiB                                                                                               |                       |
| Teclat              | Teclat pseudomecànic                                                                                 |                       |
| Monitor             | televisor o monitor; mode text: 32×24 caràcters; mode gràfic: 256×192 píxels                         |                       |
| So                  | 3 canals, 7 octaves                                                                                  |                       |
| Ports               | 1 ranura d'expansió, 1 port sèrie RS-232, 1 port MIDI, 1 connector RGB                               |                       |
| Emmagatzematge      | Magnetòfon de casset; ZX Microdrive (±85 KiB)                                                        |                       |

### Amstrad
Varen existir 4 versions del ZX Spectrum fabricades per Amstrad Consumer Electronics plc:
- ZX Spectrum +2 : Tenia teclat professional, 128 KiB de RAM i casset incorporada.
- ZX Spectrum +2A/+2B : Tenien teclat professional, 128 KiB de RAM i casset incorporada.
- ZX Spectrum +3 : Tenia teclat professional, 128 KiB de RAM i unitat de disc de 3" incorporada.

| ZX Spectrum +2      | Parts | Especificacions       |
| ------------------- | --- | --------------------- |
|                     | UCP | Zilog Z80A a 3,54 MHz |
| RAM                 | 128 KiB (màx.) |                       |
| ROM                 | 32 KiB |                       |
| Teclat              | Teclat mecànic, 58 tecles                                                                                                 |                       |
| Monitor             | televisor o monitor; mode text: 32×24 caràcters; mode gràfic: 256×192 píxels, 8 colors (amb dos tons cadascun)            |                       |
| So                  | 3 canals, 8 octaves (Yamaha AY-3-8912)                                                                                    |                       |
| Ports               | 1 ranura d'expansió, 1 port sèrie RS-232, 1 port paral·lel, 1 port MIDI, 1 connector RGB, dos ports de palanca de control |                       |
| Emmagatzematge      | Magnetòfon de casset (1200 bauds); ZX Microdrive (±85 KiB)                                                                |                       |
|                     | |                       |
| ZX Spectrum +2A/+2B | Parts | Especificacions       |
|                     | UCP | Zilog Z80A a 3,54 MHz |
| RAM                 | 128 KiB (màx.) |                       |
| ROM                 | 64 KiB |                       |
| Teclat              | Teclat mecànic, 58 tecles                                                                                                 |                       |
| Monitor             | televisor o monitor; mode text: 32×24 caràcters; mode gràfic: 256×192 píxels                                              |                       |
| So                  | 3 canals, 8 octaves (Yamaha AY-3-8912)                                                                                    |                       |
| Ports               | 1 ranura d'expansió, 1 port sèrie RS-232, 1 port paral·lel, 1 port MIDI, 1 connector RGB, dos ports de palanca de control |                       |
| Emmagatzematge      | Magnetòfon de casset; ZX Microdrive (±85 KiB)                                                                             |                       |
|                     | |                       |
| ZX Spectrum +3      | Parts | Especificacions       |
|                     | UCP | Zilog Z80A a 3,54 MHz |
| RAM                 | 128 KiB (màx.) |                       |
| ROM                 | 64 KiB |                       |
| Teclat              | Teclat mecànic, 58 tecles                                                                                                 |                       |
| Monitor             | televisor o monitor; mode text: 32×24 caràcters; mode gràfic: 256×192 píxels                                              |                       |
| So                  | 3 canals, 8 octaves (Yamaha AY-3-8912)                                                                                    |                       |
| Ports               | 1 ranura d'expansió, 1 port sèrie RS-232, 1 port paral·lel, 1 port MIDI, 1 connector RGB, dos ports de palanca de control |                       |
| Emmagatzematge      | Unitat de disc flexible (160 KiB); Magnetòfon de casset («drive T:»); ZX Microdrive (±85 KiB)                             |                       |

## Maquinari

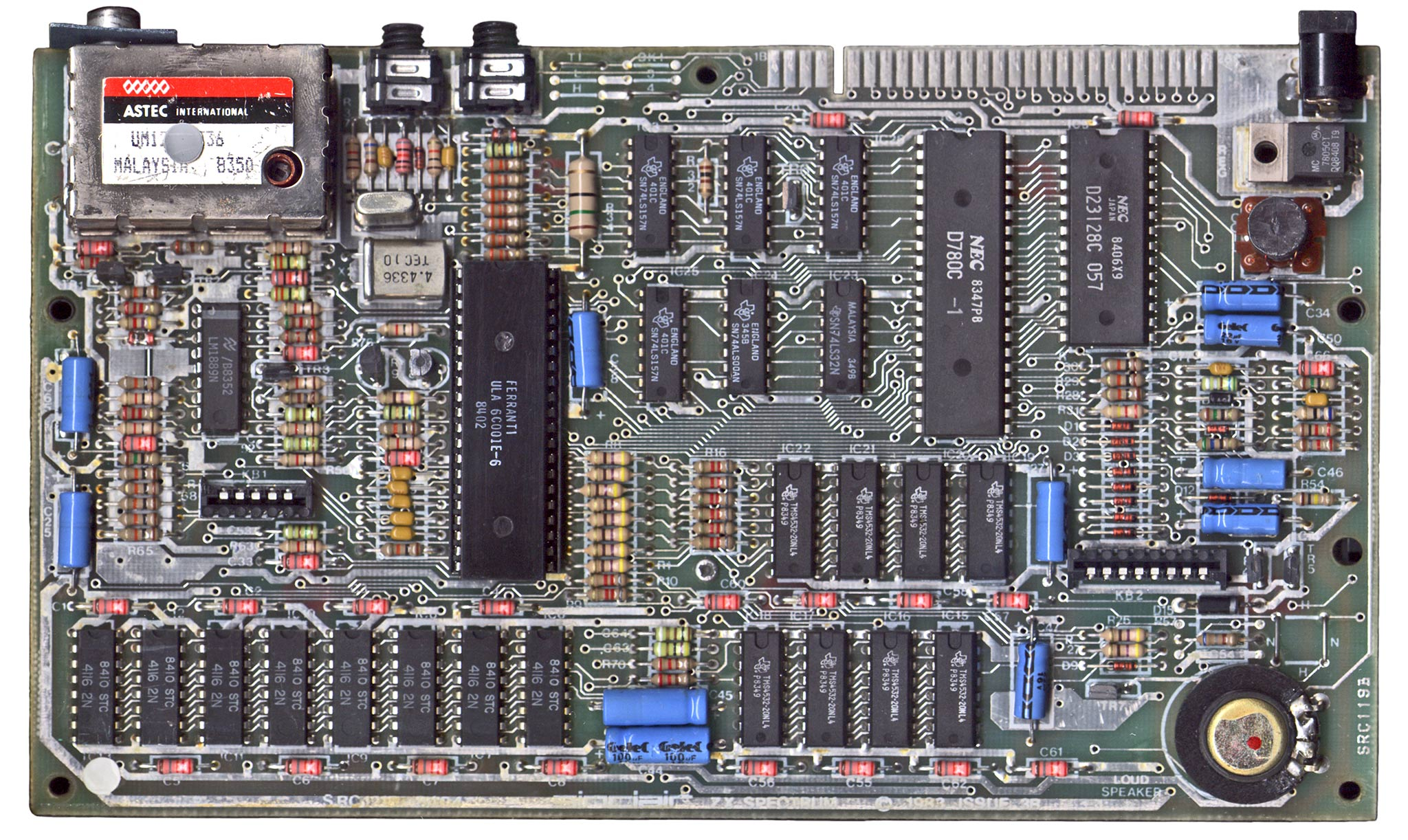
Placa base del ZX Spectrum 48K (versió 3B - 1983, dissipador tèrmic eliminat).

L'Spectrum es basa en una CPU Zilog Z80A funcionant a 3,5 MHz (o clònic NEC D780C-1). El model original de l'Spectrum té 16 KiB (16×1024 bytes) de ROM i 16 o 48 KiB de RAM. El disseny del maquinari va ser de Richard Altwasser, de la Sinclair Research, i l'aspecte exterior de la màquina va ser dissenyada per Rick Dickinson, dissenyador industrial de Sinclair.
La sortida de vídeo és a través d'un modulador de RF i va ser dissenyada per al seu ús amb televisors portàtils contemporànies, per a una pantalla gràfica en color simple. El text pot visualitzar-se mitjançant 32 columnes x 24 línies de caràcters del conjunt de caràcters del ZX Spectrum o des d'un conjunt dins d'una aplicació, d'una paleta de 15 colors: set colors en dos nivells de brillantor cadascun, més negre. La resolució d'imatge és de 256×192 píxels amb les mateixes limitacions de color. Per a conservar memòria, el color s'emmagatzema per separat del mapa de bits de píxels en una resolució baixa, a una xarxa de superposició de 32×24, corresponent a les cèl·lules de caràcter. Altwasser va rebre una patent per a aquest disseny.
Un «atribut» consisteix en un color de primer pla i de fons, un nivell de brillantor (normal o brillant) i un «indicador» intermitent, que, quan s'estableix, fa que els dos colors van canviar a intervals regulars. Desafortunadament, aquest esquema condueix al que es va cridar xoc de color o xoc d'atributs amb alguns efectes estranys en els gràfics animats dels jocs d'estil arcade. Aquest problema es va convertir en un tret distintiu de l'Spectrum i una broma entre els seus usuaris, així com un punt de burla pels defensors d'altres sistemes. Altres màquines disponibles a la mateixa època, per exemple, l'Amstrad CPC, no pateixen d'aquesta limitació. El Commodore 64 utilitzava atributs de color d'una manera similar, però en un mode multicolor especial, sprites i desplaçament per maquinari s'utilitzaven per evitar xoc d'atributs.
La sortida de so és a través d'un brunzidor a la màquina mateixa. Aquest és capaç de produir un canal amb 10 octaves. La màquina també inclou un bus d'expansió i ports d'entrada/sortida d'àudio per a la connexió d'una gravadora de cassets per a carregar i desar programes i dades.

## Microprogramari
L'intèrpret Sinclair BASIC de la màquina és emmagatzemat en la memòria ROM (juntament amb les rutines fonamentals del sistema) i va ser escrit per Steve Vickers en contracte amb «Nine Tiles Ltd». El teclat de goma de l'Spectrum (a la part superior d'una membrana, similar a la des tecles de calculadora) està marcat amb paraules clau BASIC, de manera que, per exemple, prement «G» quan en mode de programació, insereixi l'ordre BASIC GOTO.
El BASIC va ser desenvolupat a partir de l'utilitzat en el ZX81 i un programa BASIC ZX81 pot ser escrit a l'Spectrum sense grans modificacions, però l'Spectrum BASIC inclou moltes característiques addicionals pel que és més fàcil d'utilitzar. El conjunt de caràcters del ZX Spectrum va ser ampliat d'allò del ZX81, que no compta amb lletres minúscules. L'Spectrum BASIC inclou paraules clau addicionals per a la pantalla més avançada i so, i també el suport a declaracions multilínies. La interfície de casset també va ser molt més avançada i fiable, desant i carregant al voltant de quatre vegades més ràpid que el ZX81. A més de ser capaç de desar programes, l'Spectrum pot a més guardar el contingut dels vectors, de la memòria de vídeo, i de qualsevol rang definit d'adreces de memòria.

## Perifèrics
Diversos perifèrics per a l'Spectrum eren comercialitzats per Sinclair: la impressora ZX ja era al mercat, com el bus d'expansió del ZX Spectrum va ser retrocompatible amb el del ZX81.
La ZX Interface 1 va incloure 8 KiB de ROM, un port sèrie RS-232, una interfície de LAN patentada (anomenada ZX Net), i una interfície per a la connexió de fins a vuit ZX Microdrives - dispositius d'emmagatzematge de cartutxos de cinta magnètica ràpids, però poc fiables, llançats al juliol de 1983. Aquests van ser usats més tard en una versió revisada al Sinclair QL, el format d'emmagatzematge del qual era elèctricament compatible però lògicament incompatible amb el de l'Spectrum. Sinclair també va llançar la ZX Interface 2, que afegia dos ports de palanca de control i un port de cartutx ROM.
També hi va haver una gran quantitat de mòduls de maquinari de tercers. Els més coneguts d'aquests incloïen la interfície de palanca de control Kempston, la interfície de perifèrics Morex Centronics/RS-232, la Rotronics Wafadrive (una unitat d'emmagatzematge utilitzant cinta magnètica), Currah Microspeech (síntesi de veu), i la Fuller Box, Videoface Digitiser, RAM Pack, el Cheetah Marketing SpecDrum (una caixa de ritmes), i la Multiface, una eina desassembladora i de captures d'estats (snapshots) de Romantic Robot. Teclats van ser especialment populars en vista de la resposta tàctil insatisfactòria de l'original.

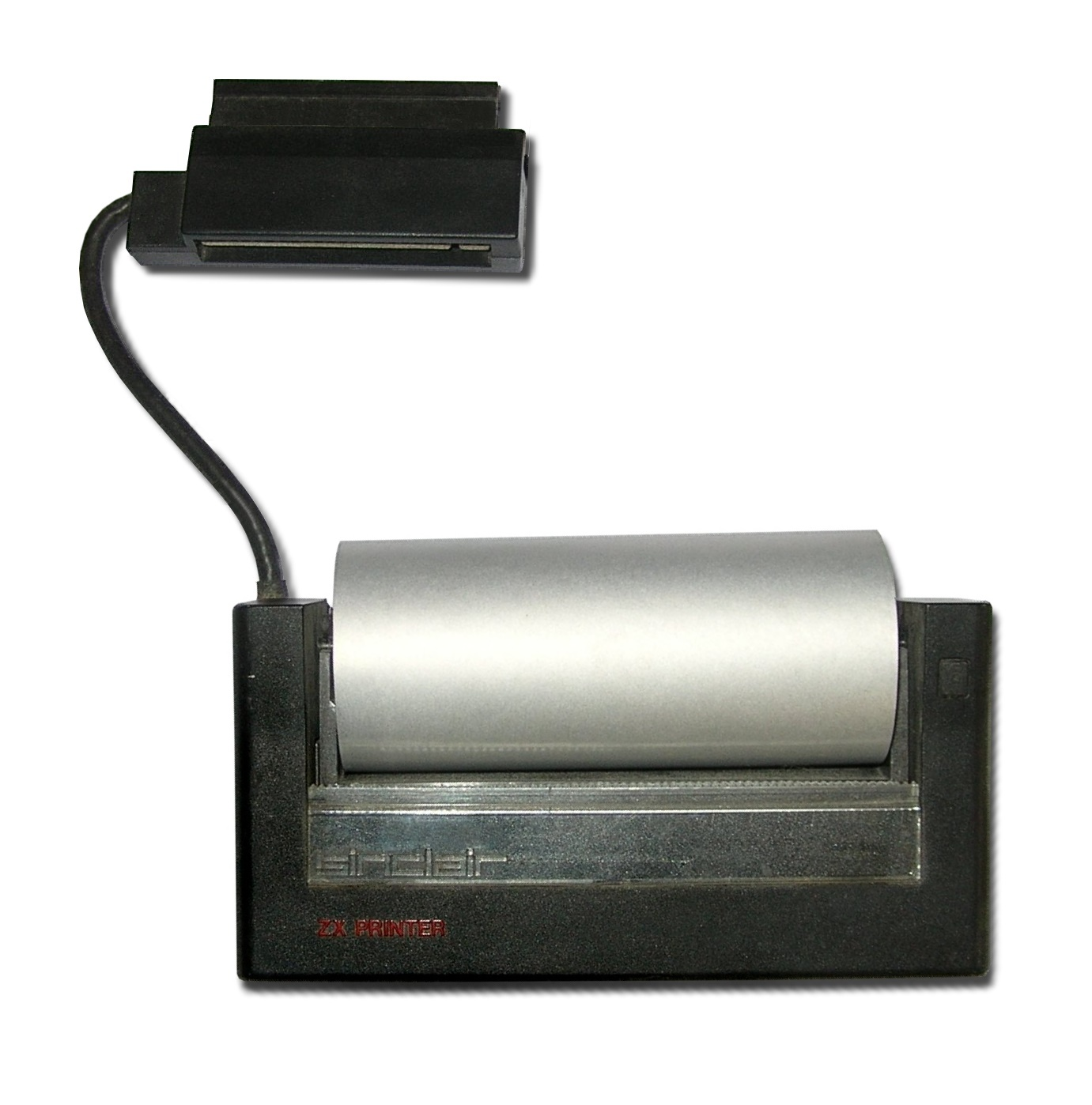
ZX Printer
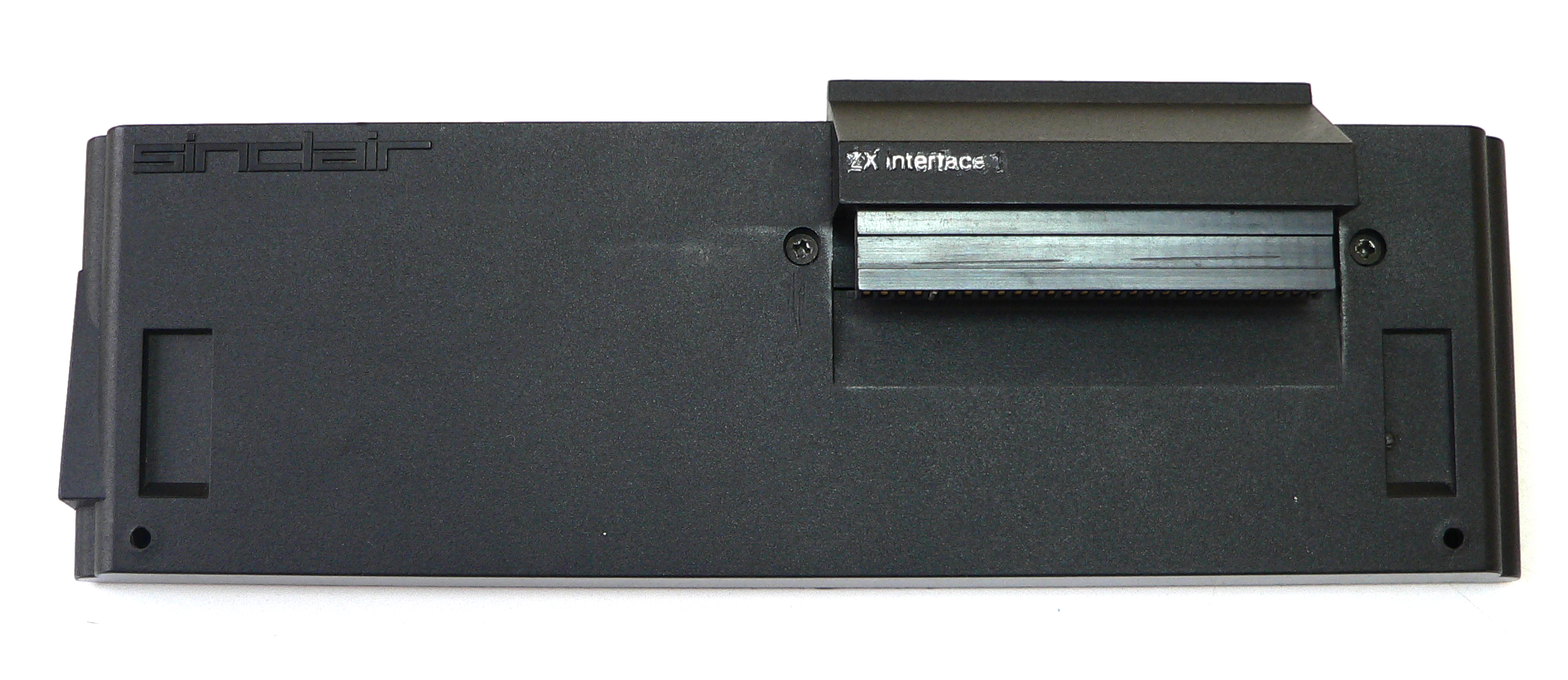
ZX Interface 1
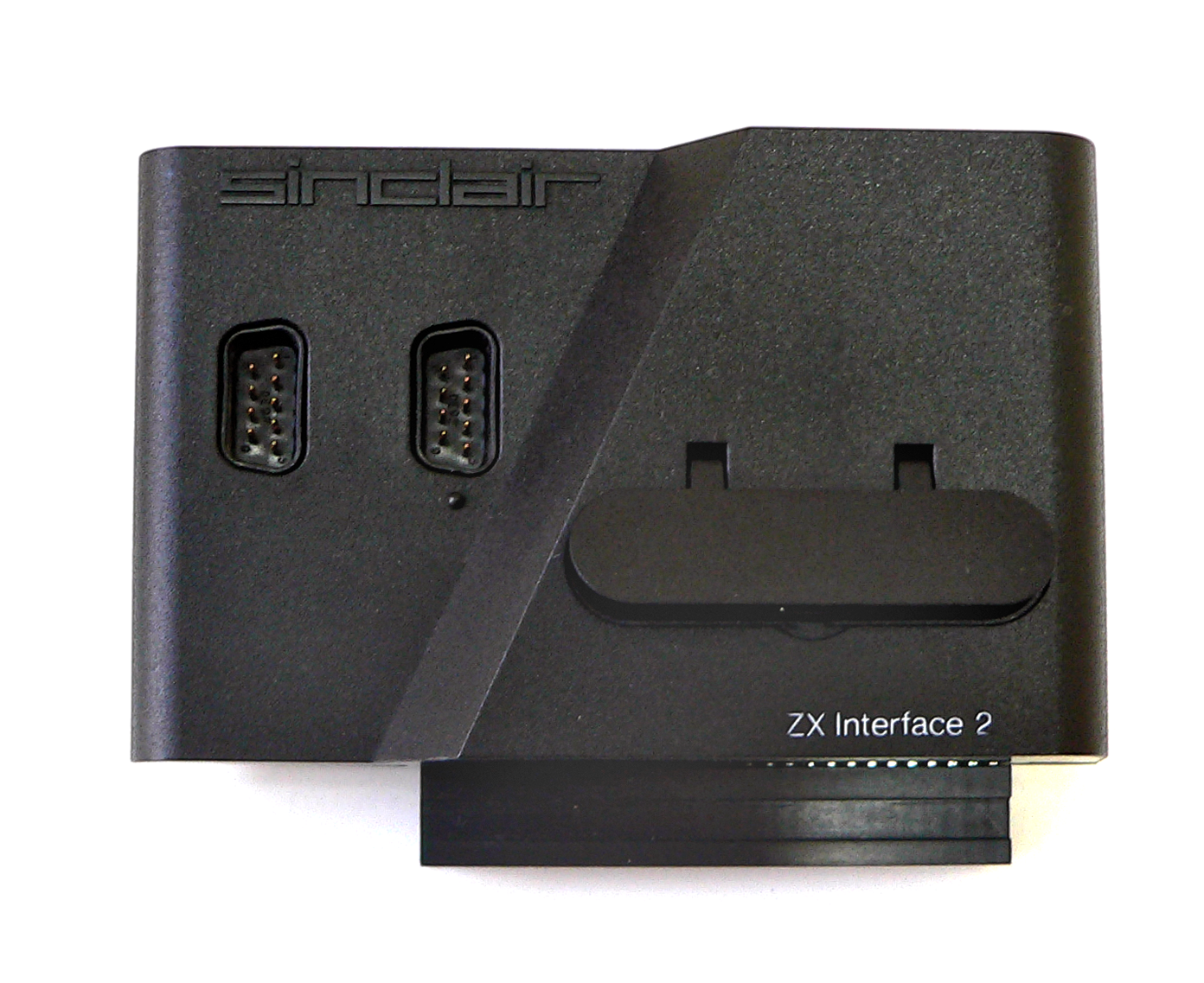
ZX Interface 2
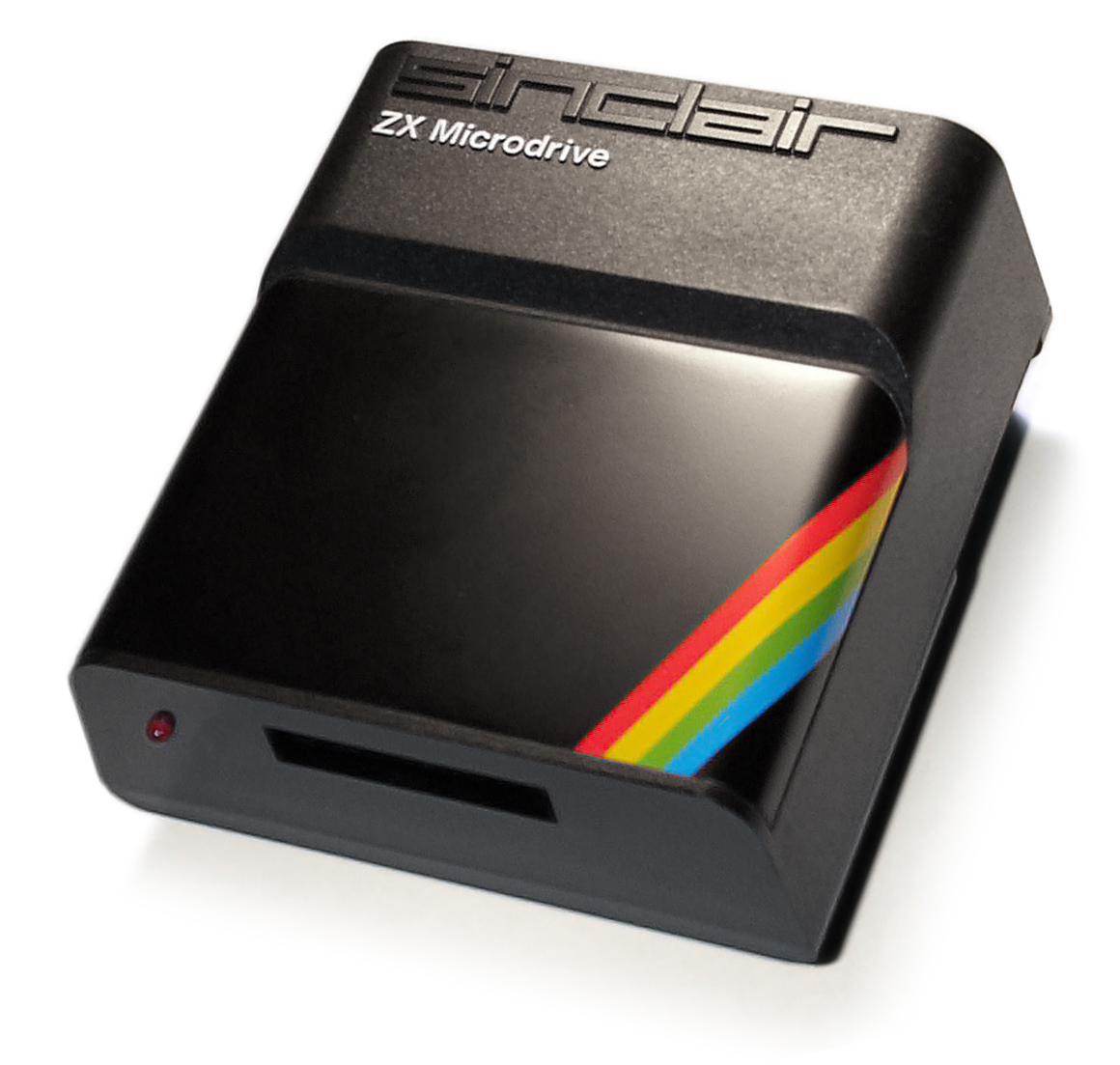
ZX Microdrive
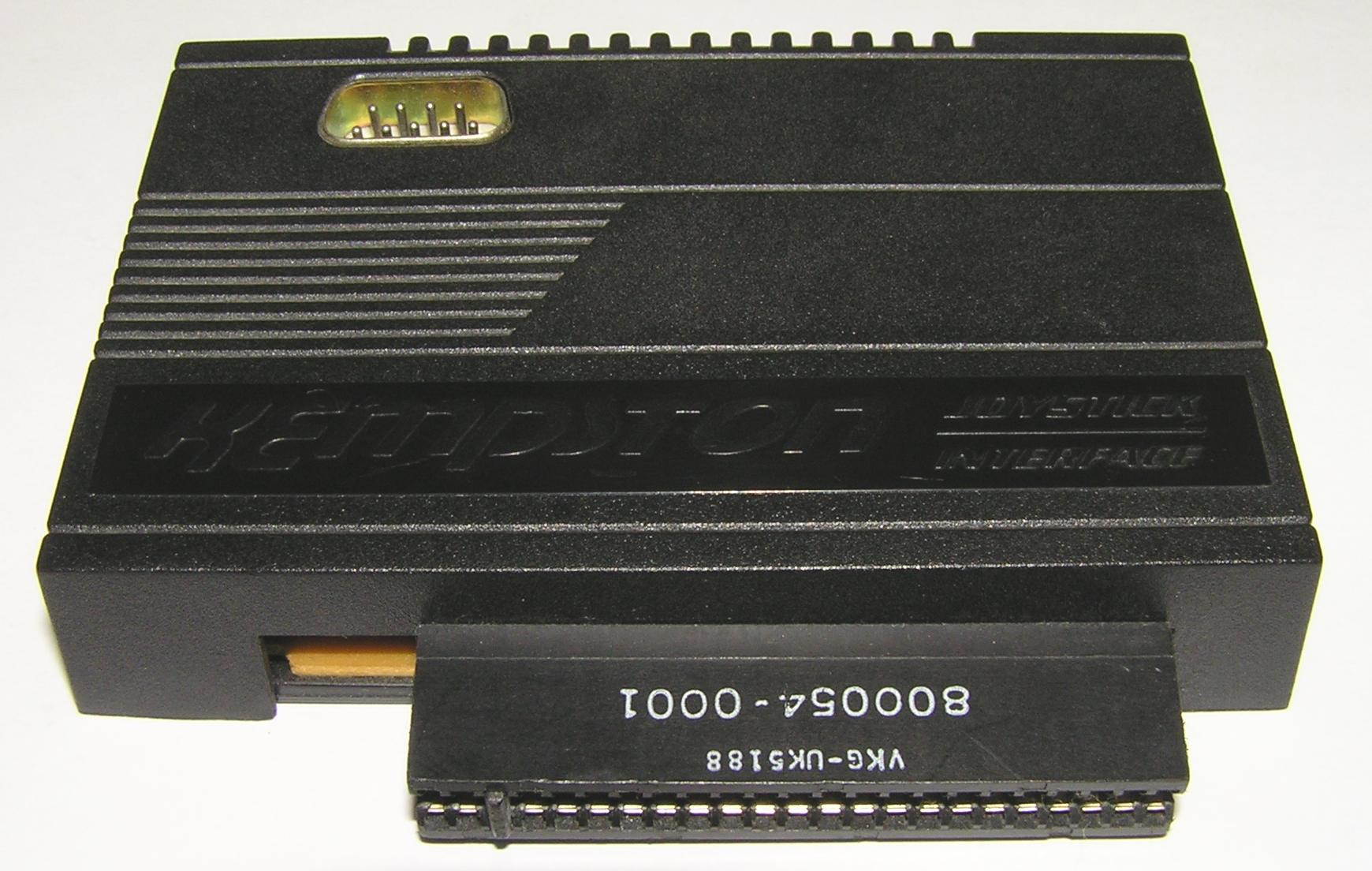
Interfície de palanca de control Kempston

Hi va haver nombroses interfícies d'unitats de disc, incloent-hi l'«Abbeydale Designers»/«Watford Electronics» SPDOS, «Abbeydale Designers»/Kempston KDOS i Discovery Opus. Les interfícies SPDOS i KDOS van ser les primeres a incloure programari de productivitat d'oficina (processador de textos Tasword, base de dades Masterfile i full de càlcul OmniCalc). Aquest paquet, juntament amb els sistemes de control d'estocs, finances i nòmina d'OCP, va introduir moltes petites empreses a una operació eficient, informatitzada. Els sistemes de discs flexibles més populars (excepte a l'Europa Oriental) eren el DISCiPLE i +D alliberats per Miles Gordon Technology el 1987 i 1988, respectivament. Els dos sistemes tenien la capacitat d'emmagatzemar captures d'estats de memòria en disc, qui més endavant podrien ser utilitzats per restaurar l'Spectrum al seu estat exacte anterior. També van ser compatibles amb la sintaxi d'ordres Microdrive, el que feia la portabilitat del programari existent molt més simple.
A mitjans de la dècada del 1980, Telmap Group Ltd. va llançar un servei de pagament que permetia als usuaris connectar els seus ZX Spectrum a través d'un mòdem «VTX5000» de Prism Micro Products a un servei en línia de videotext conegut com a «Micronet 800», ofert per Prestel. Aquest servei és anterior a la World Wide Web, però va oferir molts dels serveis que ara es consideren comuns (xat, e-mail i notícies).

## Clònics
Sinclair va llicenciar l'Spectrum per a la Timex Corporation als Estats Units. Una versió millorada de l'ordinador amb millor so, gràfics i altres modificacions es va comercialitzar als EUA per Timex com el Timex Sinclair 2068. Els derivats de Timex van ser en gran part incompatibles amb els sistemes Sinclair. Tanmateix, algunes de les innovacions de Timex van ser posteriorment adoptades per Sinclair Research. Un exemple d'això va ser el fallit Spectrum portàtil, el Pandora, la UAL del qual tenia el mode de vídeo d'alta resolució utilitzat per primer cop en el TS2068. Pandora tenia un monitor de pantalla plana i Microdrives i va ser pensat per ser el portàtil de negocis de Sinclair. Després que Amstrad va comprar la Sinclair Research, Sir Clive va mantenir els drets sobre el projecte Pandora, que es va convertir en l'ordinador Cambridge Z88, llançat el 1987.
Al Regne Unit, Miles Gordon Technology (MGT), un fabricant de perifèrics, va alliberar el SAM Coupé com un potencial successor raonablement compatible amb l'Spectrum. No obstant això, en aquest punt, el Commodore Amiga i l'Atari ST havien agafat el control del mercat, deixant MGT en fallida.

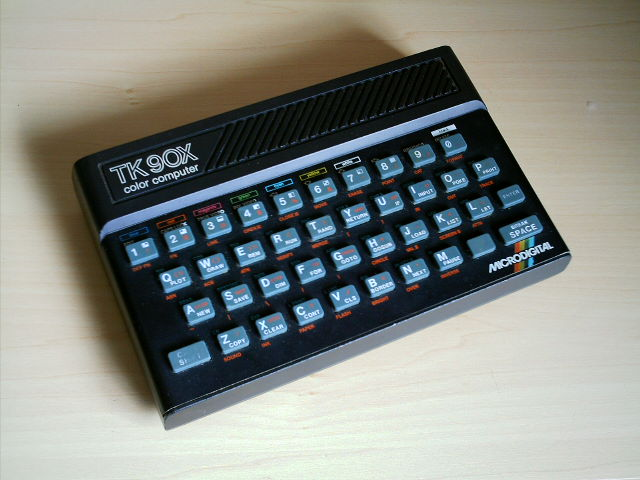
Microdigital TK90X
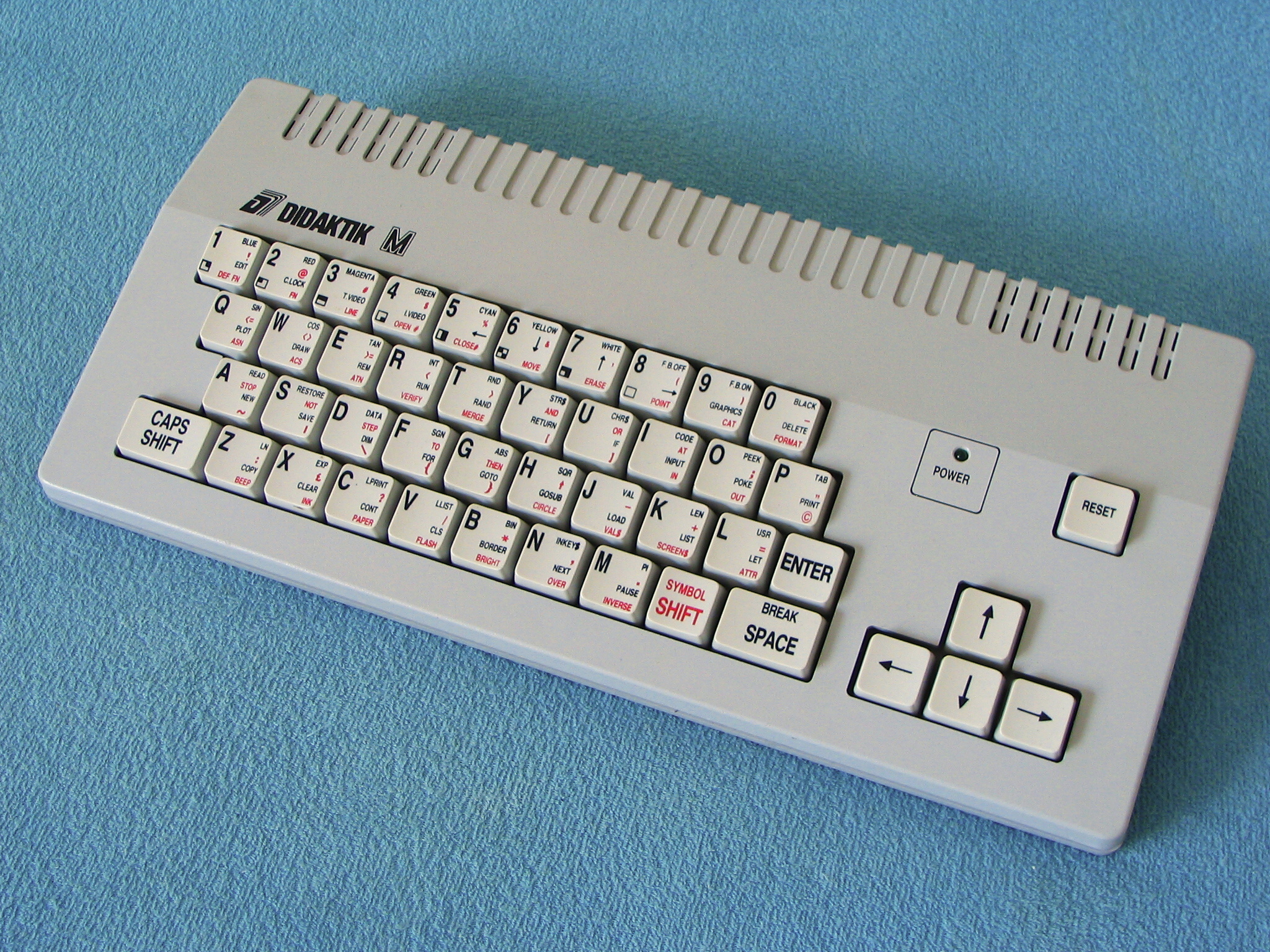
Didaktik M
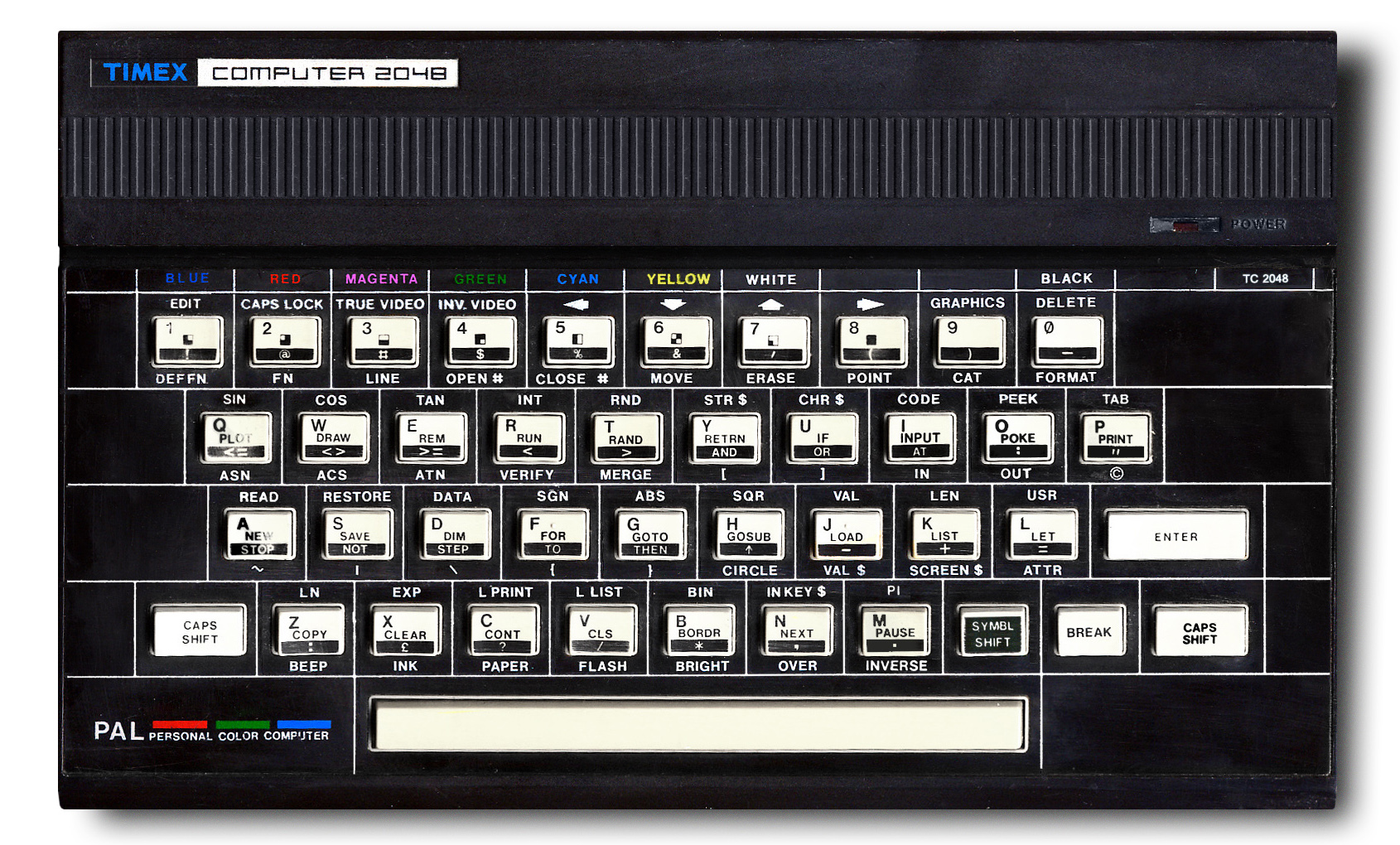
Timex Computer 2048
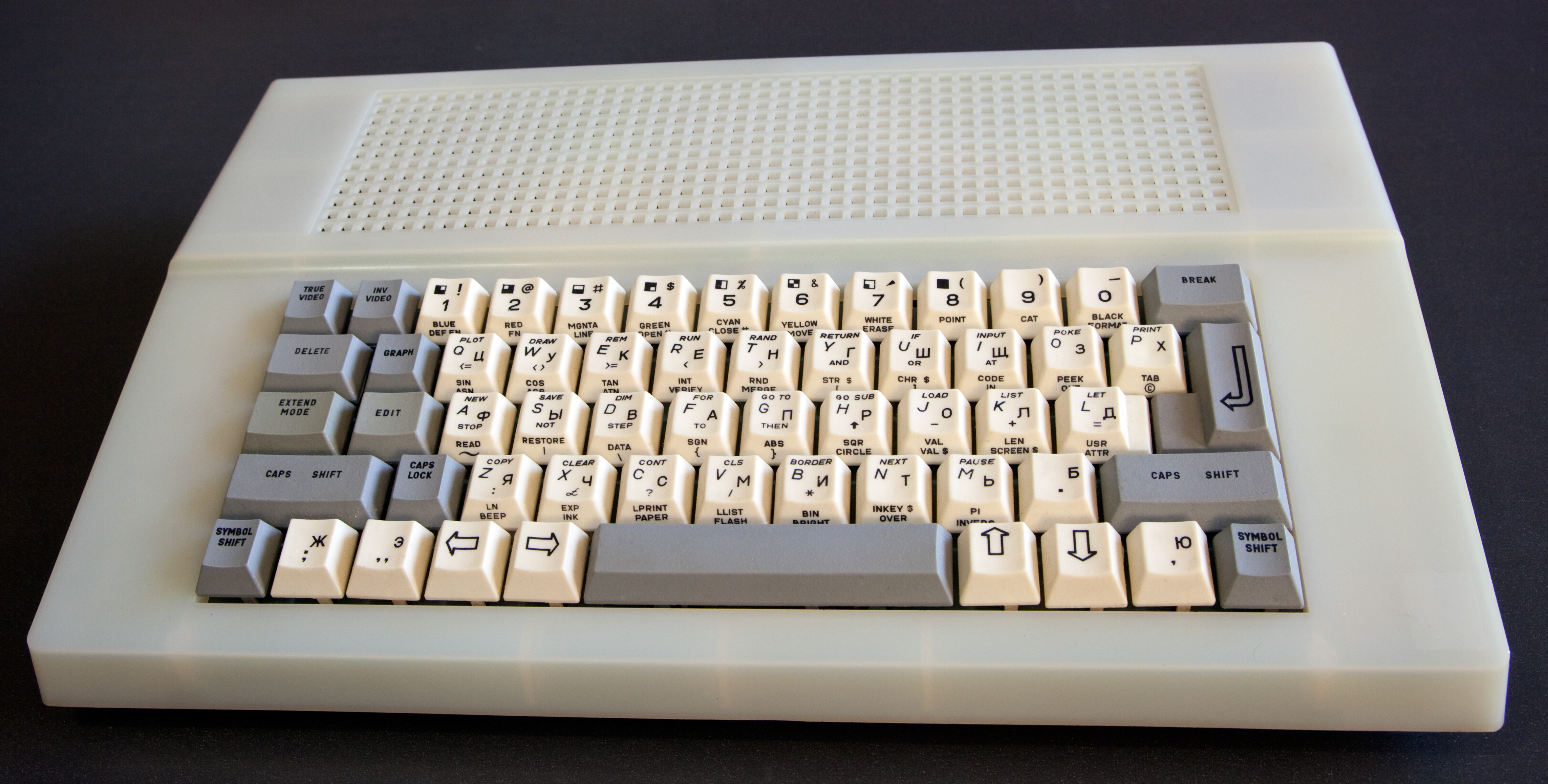
Delta-C
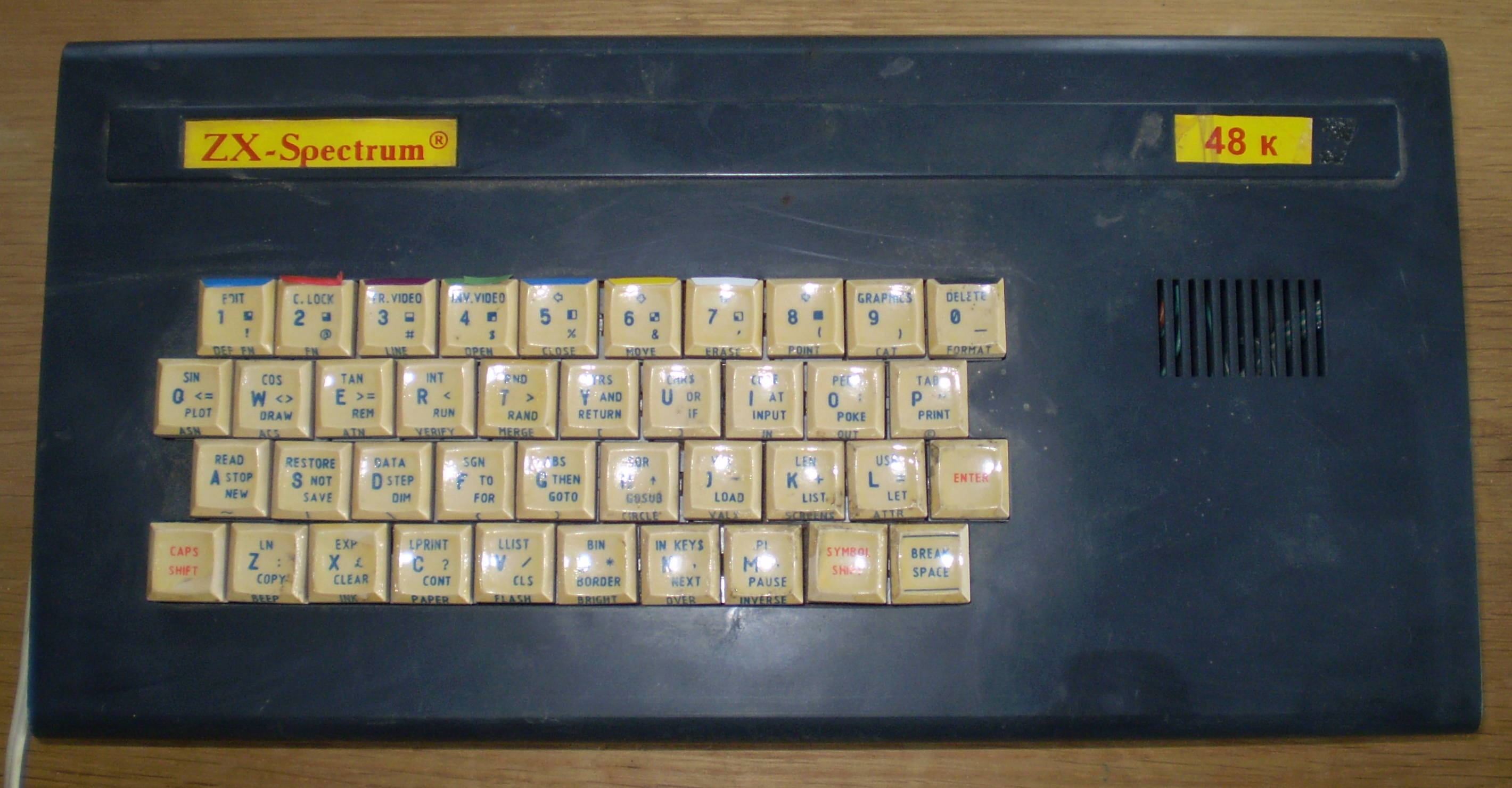
Baltic Sonet

Es van produir molts clònics no oficials de l'Spectrum, sobretot en els països de l'antic Bloc oriental; per exemple, a Romania, diversos models van ser produïts (Tim-S, HC85, HC91, Cobra, Junior, CIP, CIP 3, Jet), alguns d'ells amb CP/M i unitat de disc de 5,25"/3,5") i a l'Amèrica del Sud (per exemple, els brasilers Microdigital TK90X i TK 95). A la Unió Soviètica, els clònics del ZX Spectrum es van produir per milers de petites empreses de nova creació i es van distribuir a través de cartells i llocs de carrer. Van existir més de 50 models d'aquests clònics. Alguns d'ells encara s'estan produint, com el Pentagon i ATM Turbo. A l'Índia, «Decibells Electronics» ha presentat el 1986 una versió llicenciada (anomenada db Spectrum+) del Spectrum+.

## Programari

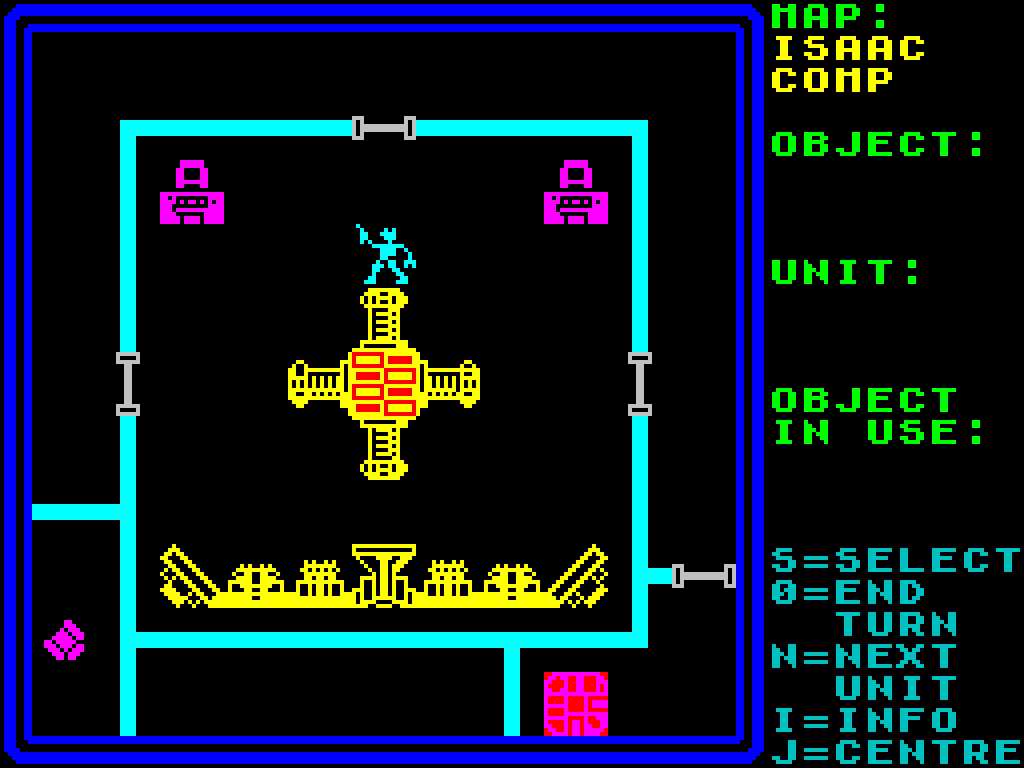
Captura de pantalla del videojoc d'estratègia Rebelstar.

La família Spectrum té una biblioteca de programari molt gran, de més de 23.000 títols que encara està creixent. Mentre que la majoria d'aquests són jocs, la biblioteca és molt diversa, incloent-hi implementacions de llenguatges de programació, bases de dades (per exemple, VU-File), processadors de text (p. ex., Tasword II), fulls de càlcul (p. ex., VU-Calc), eines de dibuix i pintura (p. ex., OCP Art Studio), i fins i tot en modelatge 3D (p. ex., VU-3D) i programari d'arqueologia entre molts altres tipus.
Les limitacions de maquinari de l'Spectrum imposaven un nivell especial de creativitat als dissenyadors de videojocs, els quals són molt creatius i jugables fins i tot per als estàndards d'avui. El gran èxit dels primers models de Spectrum com una plataforma de jocs va arribar malgrat la seva manca de ports integrats de palanca de control, generació de so primitiva i suport de color que s'ha optimitzat per a la visualització de text.

## Bluetooth ZX Spectrum
El desembre del 2013, s'ha anunciat que l'empresa britànica Elite Systems Ltd. estaria desenvolupant una versió Bluetooth del ZX Spectrum 48K, per a connexió amb PCs, Macs, tablets i smartphones iOS i Android. El Bluetooth ZX Spectrum seria una reproducció força fidel del teclat de goma original, amb un preu d'uns 72 euros (50 ₤). Tanmateix, la seva fabricació depèn de la recaptació de fons a través d'una campanya en Kickstarter.